# Passeig de Sant Joan Bosco
El passeig de Sant Joan Bosco és un vial de Barcelona, que uneix la plaça d'Artós amb la de Prat de la Riba, i que delimita els barris de Sarrià, a ponent, i les Tres Torres, a llevant.

## Història

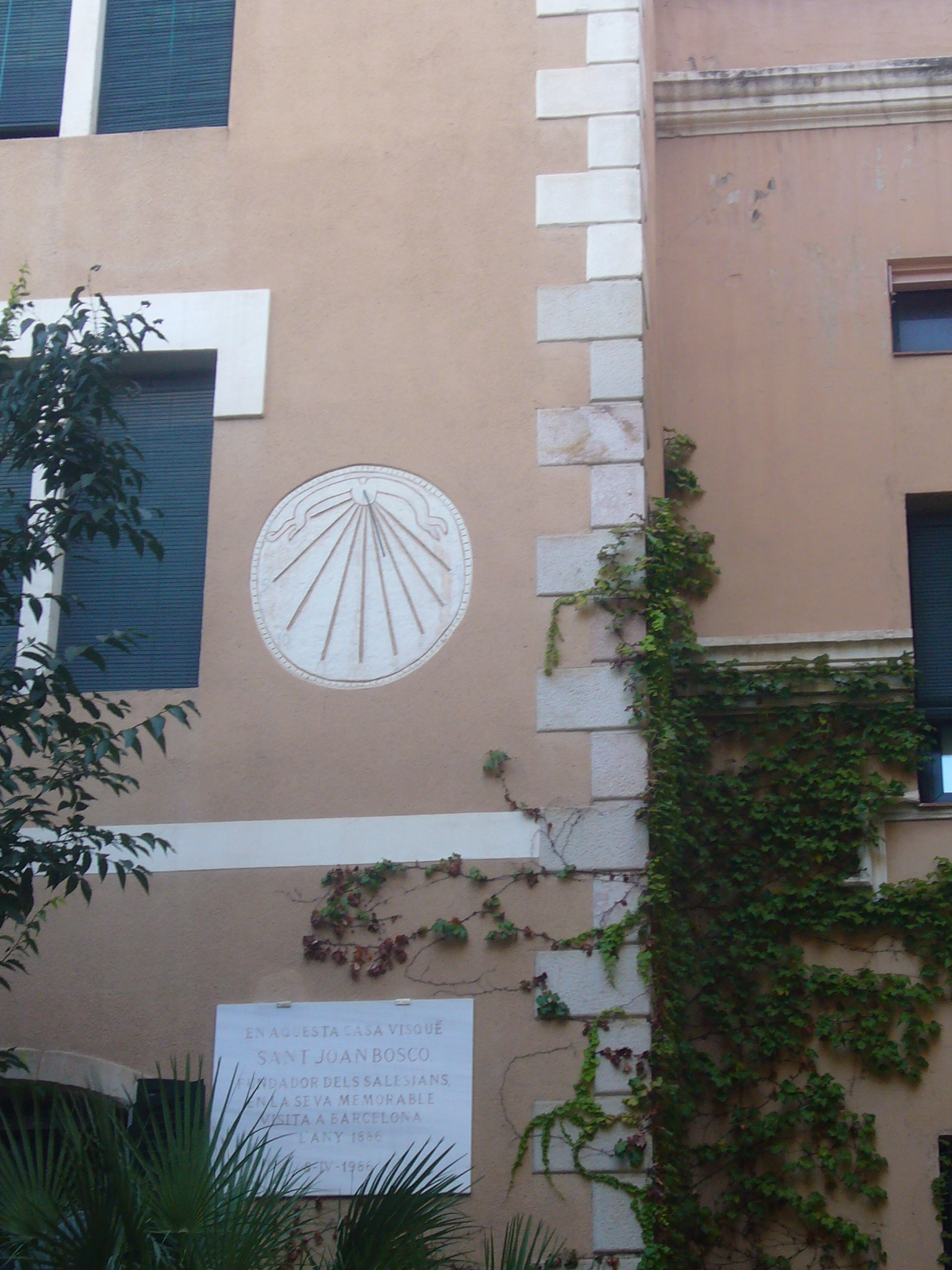
Can Prats, amb la placa que indica que hi va viure Dom Bosco

A principis del segle xix, la comunicació entre Sarrià i Barcelona es feia a través d'un camí de carro que feia revolts, del que queda un tram entre l'avinguda de Josep Tarradellas i el carrer de Gelabert, a les Corts.
El 1845, fou aprovat el projecte d'una moderna carretera, obra de l'enginyer de camins Ildefons Cerdà, que s'iniciava a la plaça d'Artós com a prolongació del carrer Major de Sarrià fins a la tanca de ponent de la torre Gironella, on girava cap a Barcelona, seguint el traçat de l'actual avinguda de Sarrià. Quan anys més tard fou aprovat el Pla Cerdà d'Eixample, la carretera es veié interrompuda a l'alçada del carrer del Comte d'Urgell.
Al voltant de la carretera es van anar construint grans torres, com la de René Aulignac; la del marquès de Sant Ramon, coneguda com «la Boscosa», amb una gran finca i un jardí dissenyat pel paisatgista francès Jean Claude Nicolas Forestier; i les cotxeres de Tramvies de Barcelona, que foren enderrocades el 1965 per a la construcció del grup d'habitatges de les Cotxeres de Sarrià, obra de l'arquitecte Josep Antoni Coderch. Tocant a la plaça d'Artós, ahi ha la masia de Can Prats, que el 1886 Dorotea de Chopitea condicionà per què hi residís Dom Bosco durant la seva visita a Barcelona.
El passeig fou nomenat carretera de Barcelona fins a principis del segle xx, quan es va canviar per passeig de Dom Bosco, i el 1934, després de ser santificat, per paseo de San Juan Bosco, normalitzat en català el 1980. Després de la Guerra Civil, les antigues torres es van anar enderrocant i s'hi van construir grans edificis d'habitatges.
A tocar de la plaça de Prat de la Riba, a la cantonada amb el passeig de Manuel Girona, a la dècada de 1990, s'hi van urbanitzar els jardins de Joan Vinyoli, dedicats al poeta barceloní Joan Vinyoli i Pladevall.